# Ernst von Klipstein

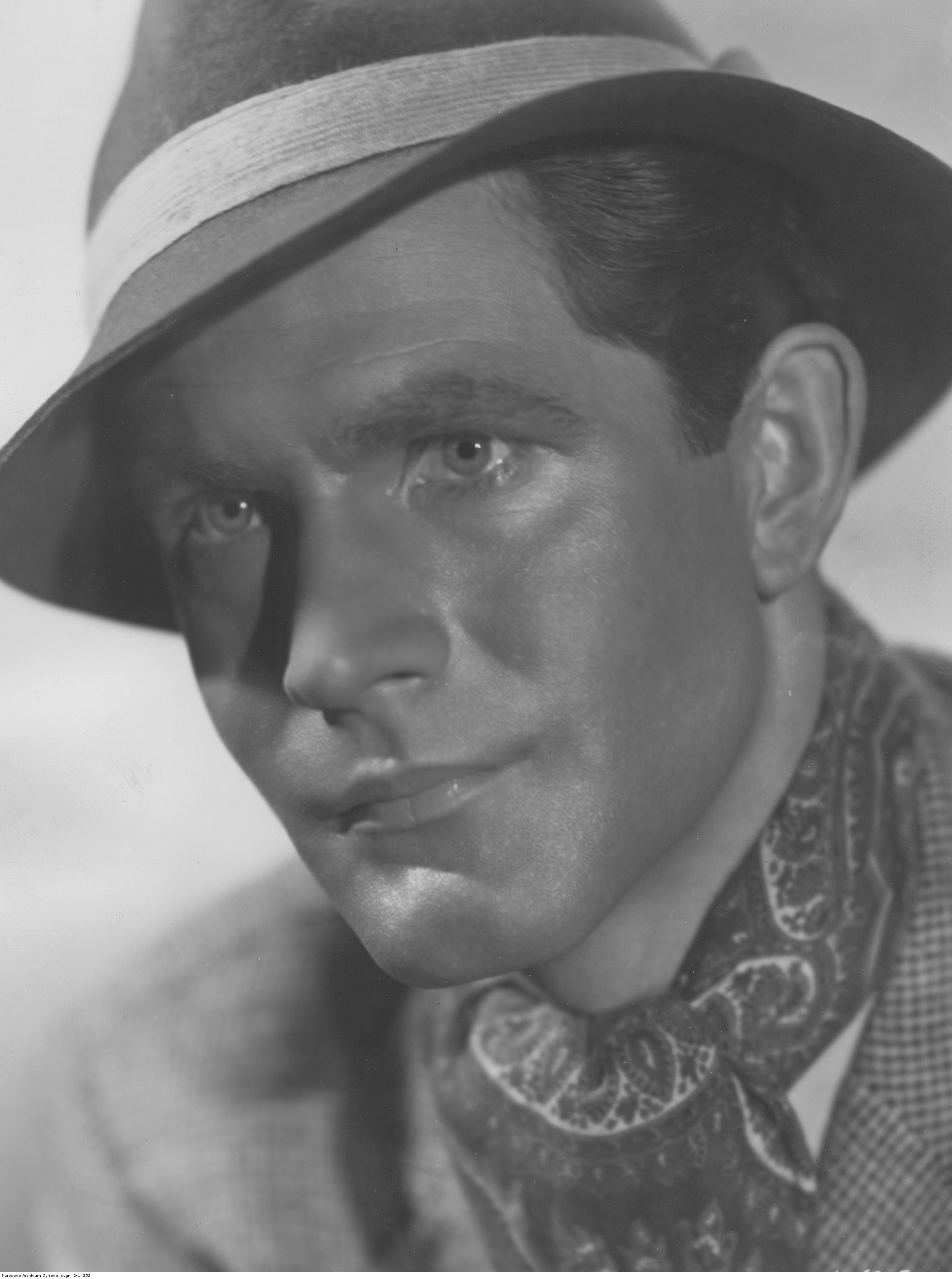
Ernst von Klipstein

Ernst Vollrath von Klipstein (* 3. Februar 1908 in Posen; † 22. November 1993 in Hamburg) war ein deutscher Schauspieler und Synchronsprecher.

## Biografie
Ernst von Klipstein studierte zunächst sechs Semester Jura und Theaterwissenschaft. Gleichzeitig nahm er bei Jacobi in München Schauspielunterricht. 1925 gab er als Leon in Franz Grillparzers Weh dem, der lügt am Landestheater Darmstadt sein Bühnendebüt. Es folgten Theaterstationen in Regensburg, Meiningen, Bochum, Köln, Kassel, Frankfurt am Main und Leipzig. Dabei war er vorwiegend im Bühnenfach des Charakterhelden und Charakterliebhabers zu Hause. Er spielte u. a. den Don Carlos, den Max Piccolomini in Schillers Wallenstein, den Kardinal Julian in Franz Werfels Das Reich Gottes in Böhmen (jeweils in Bochum), den Ferdinand in Schillers Kabale und Liebe (Frankfurt) und den Marchbanks in George Bernard Shaws Candida (Kassel).
Ende 1938 gab Ernst von Klipstein in Gustav Ucickys Aufruhr in Damaskus sein Spielfilmdebüt. Bis Kriegsende spielte er in zahlreichen UFA-Produktionen meist markante Nebenrollen, die dem damaligen Ideal des Landjunkers und des preußischen Offiziers nahe kamen. Er spielte unter der Regie von Viktor Tourjansky in Der Gouverneur, unter der Regie von Boleslaw Barlog in Unser kleiner Junge, an der Seite von Heinrich George in Hochzeit auf Bärenhof (nach Hermann Sudermann), neben Hans Söhnker in Blutsbrüderschaft sowie in einigen tendenziösen Kriegsfilmen Karl Ritters (Stukas, Besatzung Dora). Von Klipstein stand 1944 in der Gottbegnadeten-Liste des Reichsministeriums für Volksaufklärung und Propaganda.
Ab Ende der 40er Jahre spielte von Klipstein nur noch in wenigen Filmproduktionen mit. Zu seinen raren Ausflügen in die Kinowelt zählen Skandal um Dr. Vlimmen (neben Bernhard Wicki), das Drama Die Barrings (mit Dieter Borsche und Nadja Tiller), Frank Wisbars Kriegsdrama Hunde, wollt ihr ewig leben und die Simmel-Verfilmung Der Stoff aus dem die Träume sind.
Stattdessen wirkte er vermehrt in aufwendigen Fernsehproduktionen mit wie Egon Monks dreiteiliger Adaption von Hans Falladas Bauern, Bonzen und Bomben, dem Historienmehrteiler Der Winter, der ein Sommer war (nach dem gleichnamigen Roman von Sandra Paretti), Wolfgang Staudtes Familiensaga Die Pawlaks, Nirgendwo ist Poenichen (nach Christine Brückner) und den von Eberhard Fechner realisierten Verfilmungen von Walter Kempowskis Romanen Tadellöser & Wolff sowie dessen Fortsetzung Ein Kapitel für sich (als Großvater de Bonsac).
Darüber hinaus übernahm er zahlreiche Gastrollen in Fernsehserien und -reihen wie Tatort, Sonderdezernat K1, Der Landarzt, Großstadtrevier, Die fünfte Kolonne, Percy Stuart und Die Schwarzwaldklinik.

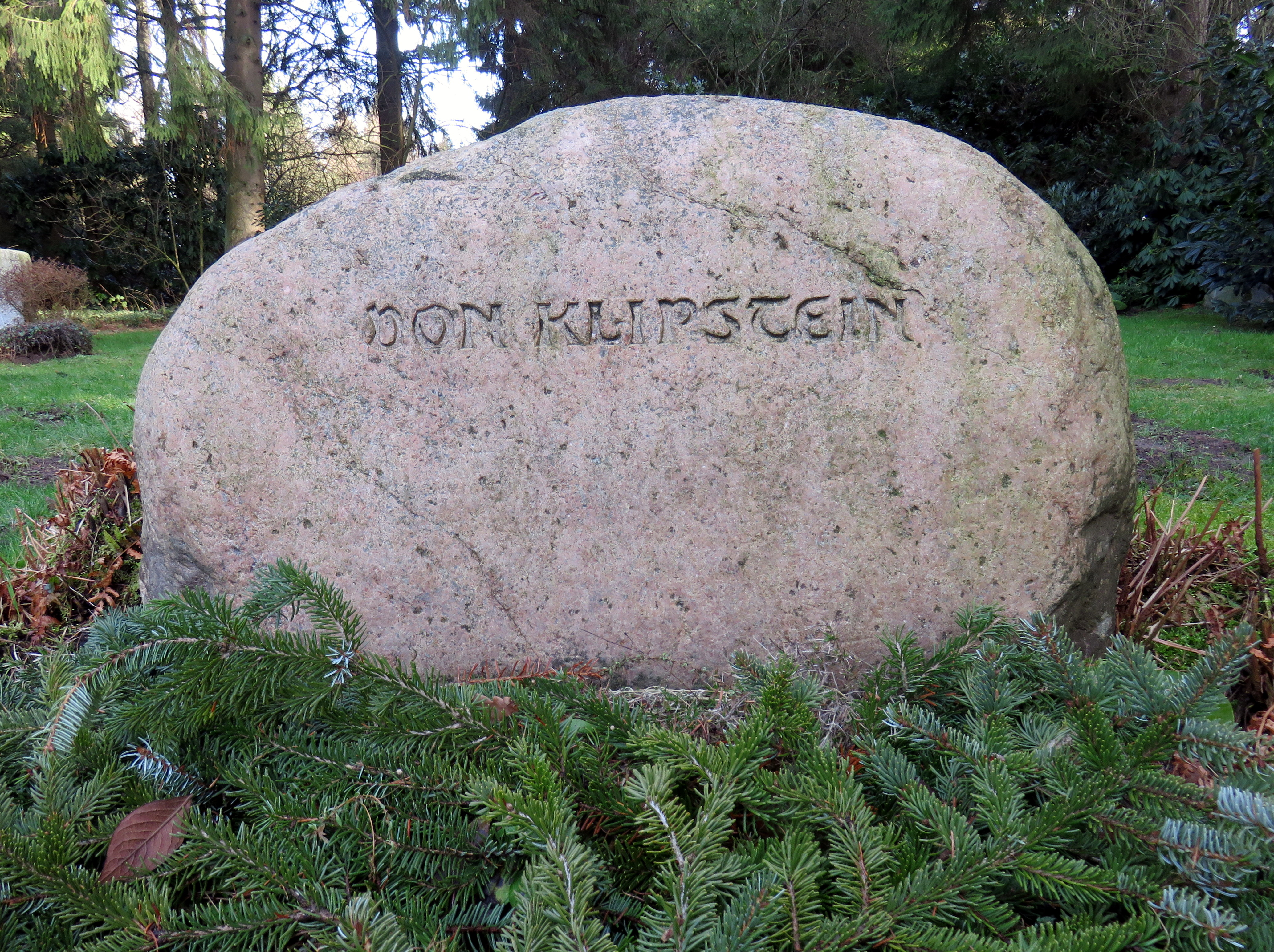
Grabstein von Klipstein, Waldfriedhof Volksdorf

Außerdem arbeitete er zwischen 1949 und 1991 umfangreich als Synchronsprecher und lieh seine markante Stimme u. a. Gary Cooper (Der Vagabund von Texas), Farley Granger (Unser eigenes Ich), Rex Harrison (Der letzte Sündenfall), Paul Henreid (Grausame Richter), Victor Mature (Überfall auf die Olive Branch) und Michael Redgrave (Ernst sein ist alles).
Auch als Hörspielsprecher wurde von Klipstein oft engagiert, u. a. für zahlreiche Jugendhörspiele des Labels EUROPA (Die drei ???, Gruselserie, Commander Perkins und als „Crest“ in der Science-Fiction-Serie Perry Rhodan).
Ernst von Klipstein war viermal verheiratet, mit Deli Maria Teichen, Lotte Koch, Elisabeth Biebl und zuletzt mit der Schauspielerin Marianne Kehlau. Er starb am 22. November 1993 im Alter von 85 Jahren in Hamburg und wurde auf dem Waldfriedhof in Hamburg-Volksdorf beigesetzt, ebenso wie seine zweite Ehefrau Lotte Koch, deren Name auf dem Grabstein nicht eingraviert ist.

## Filmografie (Auswahl)
- 1939: Aufruhr in Damaskus
- 1939: Flucht ins Dunkel
- 1939: Der Gouverneur
- 1939: Johannisfeuer
- 1940: Die 3 Codonas
- 1941: Alarmstufe V
- 1941: Unser kleiner Junge
- 1941: Blutsbrüderschaft
- 1941: Stukas
- 1942: Der 5. Juni
- 1942: Hochzeit auf Bärenhof
- 1943: Besatzung Dora
- 1943: Der zweite Schuß
- 1944: Sommernächte
- 1945: Das alte Lied
- 1945: Heidesommer
- 1949: Krach im Hinterhaus
- 1949: Die drei Dorfheiligen
- 1950: Erzieherin gesucht
- 1955: In Hamburg sind die Nächte lang
- 1955: Zwei blaue Augen (1955)
- 1955: Reifende Jugend
- 1955: Die Barrings
- 1956: Skandal um Dr. Vlimmen
- 1957: Mona, die Schwedin (Blondin i fara)
- 1959: Hunde, wollt ihr ewig leben
- 1967: Die fünfte Kolonne – Ein Anruf aus der Zone
- 1968: Die fünfte Kolonne – Sonnenblumenweg 7
- 1970: Der Polizeiminister
- 1972: Der Stoff aus dem die Träume sind
- 1972: Im Auftrag von Madame – Walzer linksrum
- 1973: Bauern, Bonzen und Bomben
- 1975: Tadellöser & Wolff
- 1976: Der Winter, der ein Sommer war (TV-Dreiteiler)
- 1978: Tatort – Der Mann auf dem Hochsitz
- 1979: Ein Kapitel für sich
- 1980: Nirgendwo ist Poenichen
- 1980: St. Pauli-Landungsbrücken (Fernsehserie, eine Folge)
- 1982: Die Pawlaks
- 1986: Die Schwarzwaldklinik (Staffel 1, Folge 16)
- 1992: Tatort – Experiment

## Hörspiele (Auswahl)
- Perry Rhodan EUROPA Serie von 1983 als Crest
- Die drei ??? ...und der Phantomsee (Folge 2, als Mr. Widner)
- Die drei ??? ...und der Karpatenhund (Folge 3, als Pfarrer)
- Die drei ??? ...und der grüne Geist (Folge 8, als Won)
- Fünf Freunde ...und das Burgverlies (Folge 3, als Trödler)
- Fünf Freunde ... als Retter in der Not (Folge 4, als Mr. Gringle)
- Das Gespenst vom Schloßhotel bzw. Das Schloß des Grauens (als Wagner) Gruselserie, Folge 4 (mit seiner Ehefrau Marianne Kehlau als Frau Bentien)
- Gräfin Dracula (als Pedro Faria) Gruselserie, Folge 8 (mit seiner Ehefrau Marianne Kehlau als Gräfin)